# Ján Greguš
Ján Greguš (Nyitra, 1991. január 29. –) szlovák válogatott labdarúgó, a San Jose Earthquakes játékosa.

## Statisztika
(2021. június 14. szerint)
| Válogatott | Szezon   | Mérkőzés | Gól |
| ---------- | -------- | -------- | --- |
| Szlovákia  | 2015     | 4        | 0   |
| Szlovákia  | 2016     | 7        | 0   |
| Szlovákia  | 2017     | 4        | 1   |
| Szlovákia  | 2018     | 7        | 1   |
| Szlovákia  | 2019     | 4        | 1   |
| Szlovákia  | 2020     | 6        | 1   |
| Szlovákia  | 2021     | 4        | 0   |
| Összesen   | Összesen | 36       | 4   |

## Sikerei, díjai
- København
  - Dán bajnok: 2016–17
  - Dán kupa: 2016–17

## Külső hivatkozások
- Ján Greguš adatlapja a Soccerway oldalon (angolul)
- Ján Greguš adatlapja a Transfermarkt oldalon (angolul)